# I liga 1968-1969
L'edizione 1968-69 del Campionato polacco di calcio vide la vittoria finale del Legia Varsavia.
Capocannoniere del torneo fu Włodzimierz Lubański (Górnik Zabrze), con 22 reti.

## Classifica finale
|     | Classifica         | G  | V  | N  | P  | GF | GS | Pt |
| --- | ------------------ | -- | -- | -- | -- | -- | -- | -- |
| 1.  | Legia Varsavia     | 26 | 16 | 7  | 3  | 51 | 16 | 39 |
| 2.  | Górnik Zabrze      | 26 | 15 | 7  | 4  | 49 | 21 | 37 |
| 3.  | Polonia Bytom      | 26 | 8  | 12 | 9  | 30 | 23 | 28 |
| 4.  | Szombierki Bytom   | 26 | 11 | 6  | 9  | 35 | 35 | 28 |
| 5.  | Zagłębie Sosnowiec | 26 | 12 | 4  | 10 | 32 | 33 | 28 |
| 6.  | Ruch Chorzów       | 26 | 9  | 9  | 8  | 34 | 34 | 27 |
| 7.  | Wisła Cracovia     | 26 | 9  | 7  | 10 | 25 | 32 | 25 |
| 8.  | GKS Katowice       | 26 | 6  | 12 | 8  | 21 | 21 | 24 |
| 9.  | Odra Opole         | 26 | 8  | 8  | 10 | 28 | 33 | 24 |
| 10. | Zagłębie Wałbrzych | 26 | 10 | 3  | 13 | 21 | 29 | 23 |
| 11. | Pogoń Szczecin     | 26 | 7  | 8  | 11 | 24 | 31 | 22 |
| 12. | Stal Rzeszów       | 26 | 7  | 8  | 11 | 18 | 31 | 22 |
| 13. | Śląsk Wrocław      | 26 | 7  | 7  | 12 | 19 | 30 | 21 |
| 14. | ROW Rybnik         | 26 | 3  | 10 | 13 | 23 | 41 | 16 |

### Verdetti
- Legia Varsavia Campione di Polonia 1968-69.
- Śląsk Wrocław e ROW Rybnik retrocesse in II liga polska.